# Antonio Malusardi
Antonio Malusardi (Vespolate, 11 maggio 1818 – Vespolate, 4 gennaio 1891) è stato un prefetto e politico italiano.
Fu senatore del regno d'Italia nella XIII legislatura.

## Biografia
Iniziò la sua carriera nell'amministrazione provinciale dell'allora Regno di Sardegna all'età di 21 anni, percorrendo i gradi con grande lentezza, come era in uso all'epoca; dopo un lungo tirocinio e studio, nel 1860 raggiunse il grado di capo sezione del Ministero dell'interno. Dimessosi poco dopo dalla carica salì rapidamente i gradi di consigliere, sottoprefetto ed infine prefetto nella sede di Catanzaro (1866), dove fu ricordato per avere inferto l’ultimo colpo al brigantaggio calabrese. Fu in seguito nominato prefetto di Foggia (1867), Forlì (1870), Rovigo (1874), Grosseto (1876), ancora Catanzaro (settembre 1876) ed infine Palermo (dicembre 1876), dove lottò duramente contro il brigantaggio e la mafia, fino al suo ritiro definitivo nel 1878.
Nominato senatore per i suoi meriti di servizio il 13 dicembre 1877,  ebbe tra i più importanti incarichi quelli di membro della Commissione permanente di finanza e segretario presso l’Ufficio di Presidenza.